# Soledade (Paraíba)
Soledade is een gemeente in de Braziliaanse deelstaat Paraíba. De gemeente telt 13.623 inwoners (schatting 2009).